# Автошлях Т 2106
Автошлях Т 2106 — територіальний автомобільний шлях в Україні, Краснокутськ — Старий Мерчик — Автотраса E40 М03. Проходить територією Богодухівського району Харківської області.
Починається в селищі Краснокутськ, проходить через село Качалівка, селища Оленівське, Лісне, села Мурафа, Скосогорівка, Симиренківське, селища Газове, Привокзальне, селище Старий Мерчик і закінчується на перетині з автотрасою E40 М03.
Загальна довжина — 68,6 км.